# カラム・キース・レニー
カラム・キース・レニー（Callum Keith Rennie、1960年9月14日 - ）は、イギリス生まれのカナダの俳優。

## 人物
カナダの映画およびテレビに出演し、連続テレビドラマ『騎馬警官』のスタンリー・レイモンド・コウォルスキ役で世界的に知られるようになった。カナダ国内外の125作以上に出演し、『GALACTICA/ギャラクティカ』のレオーベン・コノイ役、その後のShowtimeの連続テレビドラマ『カリフォルニケーション』のレコード・プロデューサーのリュウ・アシュビー役で広く知られるようになった。また、映画『フィフティ・シェイズ・オブ・グレイ』の主人公アナスタシアの父親役や、テレビドラマ『高い城の男』のゲイリー・コーネル役などで知られる。映画およびアメリカの連続テレビドラマへの数多くのゲスト出演で悪役に配役されることが多いが、カナダの作品に定期的に出演して幅広い役柄を演じ、数々の賞を受賞している。

## 生い立ち
1960年9月14日、イングランドのダラム郡サンダーランドに中流階級のスコットランド人の両親のもとに3人兄弟の次男として生まれた。4歳の時に一家はカナダに移住し、アルバータ州エドモントンで育った。ストラスコナ高校に進学し、コメディ・グループのキッズ・イン・ザ・ホールのブルース・マッカローと知り合い、友人となった。。卒業後にカレッジに進学したが中退して様々な職を転々とし、エドモントンを離れてバンクーバーやトロントに短期間滞在して最終的にバンクーバーに落ち着いた。若年期を深刻なアルコール依存症で過ごしたが、33歳で克服して俳優業に専念するようになった。
絵画、特にジャン＝ミシェル・バスキア、ロバート・マザウェル、ジャクソン・ポロックなどの抽象表現主義を好み、右腕のチャンピオン点火プラグのロゴのタトゥーはスチュアート・デイヴィスへのオマージュである。若い頃登山に熱心に取り組んでおり、現在もホッケーなど様々なスポーツに挑戦し、中でもゴルフを好んでいる。

## 経歴

### 初期
アルバータ大学の校内ラジオでの活動により、25歳で演技に目覚めた。エドモントンのA.B.O.P.シアターにてフランツ・カフカの小説『失踪者』の舞台でキャリアを開始し、エドモントン・インターナショナル・フリンジ・フェスティバルでのデヴィッド・マメット作『American Buffalo』で批評的称賛を得た。バンクーバーのブルハンスキ・シアター・スタジオに通った後、1989年、タッチストーン・シアターのサリー・クラーク作『Lost Souls and Missing Persons』の舞台でプロデビューした。1990年、これによりショー・フェスティバルに招待され、『Man and Superman』、アーサー・ウィング・ピネロ作『Trelawny of the Wells』に出演した。

### 1993年–2001年
1990年撮影、1993年公開のカナダのインディペンデント映画『Purple Toast』で映画デビューした。1993年、『暗黒の戦士 ハイランダー』、『Forever Knight』、『新アウターリミッツ』などのテレビドラマに端役で出演するようになった。その後テレビ映画『Paris or Somewhere』(1994年)、『For Those Who Hunt the Wounded Down』(1996年)などで主演するようになりカナダで知名度が上がっていった。『For Those Who Hunt the Wounded Down』撮影中に意見の相違が複数あり、CBCには二度と出演しないと誓ったが、カナダの芸能界を支持し続けている。『X-ファイル』に初出演後にアレックス・クライチェック役をオファーされたが、当時はテレビドラマへのレギュラー出演に興味がなく断った。マイク・フルブーン監督脚本のインディペンデント短編映画『Frank's Cock』に出演した他、ミナ・シャム監督脚本の『Double Happiness』でサンドラ・オーの相手役を演じてジニー賞助演男優賞にノミネートされるなど、カナダの映画界で急速に存在感を増し、より大きな役を得るようになった。リメイク版連続テレビドラマ『ニキータ』でも重要な役割を演じている。
キャリア初期の最も主要な役は、ブルース・マクドナルド監督の映画『Hard Core Logo』(1996年)のギター奏者ビリー・タレント役、150ヶ国以上で放映されたCTVの連続テレビドラマ『騎馬警官』シーズン3および4のスタンリー・レイモンド・コウォルスキ刑事役であった。カナダのバンドであるビリー・タレントは『Hard Core Logo』のビリー・タレントから名付けられた。『騎馬警官』では「不機嫌で見た目悪くない二日酔い」の役柄としてエッジを利かせたとされる。
ドン・マケラー主演のカルト・ドラマ『Twitch City』でコンビニ・グルーのニュービー役、複数の賞を受賞した『Da Vinci's Inquest』のボビー・マーロウ刑事役で準レギュラーとなった。
1999年、ドン・マケラー監督脚本主演の映画『Last Night』のクレイグ・ツウィラー役の演技で初のジニー賞を受賞した。1999年にデヴィッド・クローネンバーグ監督脚本製作の『イグジステンズ』に出演後、2000年、クリストファー・ノーラン監督脚本の『メメント』の悪役ドッド役で初めて世界的なヒット作となった。同年、『Suspicious River』で冷酷だが魅惑的な放浪者を演じた。

### 2002年–現在
映画『Falling Angels』(2003年)および『Flower and Garnet』(2002年)で父親役を演じ、これまでの若く自己破壊的な反逆者の役柄から、より落ち着いた役柄に幅を広げた。時代劇『Torso: The Evelyn Dick Story』(2002年)で自制心の強いウッド警視正役、『Wilby Wonderful』(2004年)で大人しい失語症の画家役を演じた。
『ミュータントX』、『デッド・ゾーン』、『ヤング・スーパーマン』、『スーパーナチュラル』、『Lの世界』、『Bionic Woman』、『Harper's Island』などカナダおよびアメリカの数多くのテレビドラマにゲスト出演している。またこの頃、『バタフライ・エフェクト』、『H2O: the Last Prime Minister』、『The Five People You Meet in Heaven』、『ブレイド3』(2004年)、『スティクス 〜冥界の扉〜』(2005年)、『Unnatural & Accidental』(2006年)、『臨死』、『Tin Man』、『Normal』、『シルク』(2007年)、『The X-Files: I Want to Believe』(2008年)などの映画で様々な役柄を演じている。
リブート版『GALACTICA/ギャラクティカ』(2003年–2009年)でサイロンのレオベン・コノイ役、『カリフォルニケーション』シーズン2(2008年)のレコード・プロデビューリュウ・アシュビー役で新たに世界的に広く認知されるようになった。
2009年から2010年、ABCの連続テレビドラマ『FlashForward』でジェフ・スリンガーランド/ドクター・モーリス・レイナード役を演じた。『ブレイド3』および『臨死』の監督のデヴィッド・S・ゴイヤーは『FlashForward』の製作および脚本を務めており、打ち切りが決まる前、レニーはシーズン2にも出演する予定だと語っていた。また『24 -TWENTY FOUR-』シーズン8にロシア人マフィアのウラジミール・ライタナン役で出演した。
2010年秋、カナダのグローバルTVで放映された『Shattered』で解離性同一性障害を患う刑事ブライアン・サリヴァン役で主演した。海外でも放映されたがアメリカでは放映されなかった。批評的に称賛され、2011年、ジェミニ賞およびレオ賞を受賞した。しかし作品はシーズン2の製作はなかった。
2010年、ポール・グロス主演のカナダの西部劇コメディ映画『Gunless』において、グロス演じるモンタナ・キッドを狙う賞金稼ぎ役を演じた。映画『Trigger』で短時間であるがビリー・タレント役を再演した。『Trigger』は『Hard Core Logo』と同じ世界観を持つ作品群の一環で、どちらもブルース・マクドナルドが監督している。モリー・パーカーとトレイシー・ライトが主演し、ダニエル・マカイヴァーが脚本を執筆し、オルタナティヴ・ロックのバンド仲間だった女性2人が再会する物語である。レニーは本作のエグゼクティヴ・プロデューサーの1人でもある。2011年、カナダ人脚本家ジョシュ・マクドナルドの戯曲『Halo』を基にした映画『Faith, Fraud, & Minimum Wage』が公開された。
2011年、『The Killing』でサラ・リンデン刑事(ミレイユ・イーノス)の婚約者リック・フェルダー役として助演した他、『Alphas』、『CSI:マイアミ』、『Rookie Blue』にゲスト出演するなど数多くのテレビドラマに出演している。
2012年、NBCの連続テレビドラマ『THE FIRM ザ・ファーム 法律事務所』にレギュラー出演した。主人公ミッチ・マクディーア(ジョシュ・ルーカス)の兄レイ・マクディーア役を演じた。『Up All Night』打ち切りに伴い、2011年度のシーズン半ばから放送開始した。
2015年、Amazonの『高い城の男』シーズン2の西海岸のレジスタンスのゲイリー・コーネル役でメイン・キャストの1人となった。

## フィルモグラフィ

### 映画
| 年   | 題名                                                                 | 役名                      | 備考       |
| ---- | -------------------------------------------------------------------- | ------------------------- | ---------- |
| 1994 | タイムコップ Timecop                                                 |                           |            |
| 1994 | パリかどこか Paris or Somewhere                                      | クリスティ・マホン        | テレビ映画 |
| 1995 | フリーフォール: FLIGHT174 Falling from the Sky: Flight 174           |                           | テレビ映画 |
| 1995 | 深層心理 When the Dark Man Calls                                     | ボブ                      | テレビ映画 |
| 1995 | モンタナ・レンジャー The Ranger, the Cook and a Hole in the Sky      | ビッグ・ハット            | テレビ映画 |
| 1996 | アンフォゲタブル Unforgettable                                       | ドラッグの売人            |            |
| 1997 | トラブルボーダー Masterminds                                         | オリー                    |            |
| 1997 | エクセス・バゲッジ/シュガーな気持ち Excess Baggage                   | モーテルの支配人          |            |
| 1999 | イグジステンズ eXistenZ                                              | ヒューゴ・カーロー        |            |
| 2000 | スノー・ステーション The Last Stop                                   | ジェイク                  |            |
| 2000 | 沈みゆく女 Suspicious River                                          | ゲイリー・ジェンセン      |            |
| 2000 | メメント Memento                                                     | トッド                    |            |
| 2001 | ラスベガス大火災 Trapped                                             | アンソニー・ベリオ        | テレビ映画 |
| 2001 | ピクチャー・クレア Picture Claire                                    | ララミー                  |            |
| 2002 | スラップ・ショット2 Slap Shot 2: Breaking the Ice                    | パルムバーグ              | ビデオ映画 |
| 2003 | フォーリング・エンジェルス Falling Angels                            | ジム・フィールド          |            |
| 2003 | ペイチェック 消された記憶 Paycheck                                   | ジュード                  |            |
| 2004 | バタフライ・エフェクト The Butterfly Effect                          | ジェイソン                |            |
| 2004 | ブレイド3 Blade: Trinity                                             | アシャー・タロス          |            |
| 2005 | スティクス 〜冥界の扉〜 Lucid                                        | ヴィクター                |            |
| 2005 | ラッキーナンバー9 Shooting Gallery                                   | マイケル・モーテンセン    | ビデオ映画 |
| 2006 | スノーケーキを君に Snow Cake                                         | ジョン・ニール            |            |
| 2006 | レイプキラー Unnatural & Accidental                                  | ノーマン                  |            |
| 2007 | ジェイク・アイデンティティー Code Name: The Cleaner                  | ショー                    |            |
| 2007 | 臨死 The Invisible                                                   | ラーソン                  |            |
| 2007 | マリオネット・ゲーム Butterfly on a Wheel                            | マクギル刑事              |            |
| 2007 | シルク Silk                                                          | 貿易商                    |            |
| 2008 | たった一人のあなたのために Sleepwalking                              | ウィル                    |            |
| 2008 | X-ファイル: 真実を求めて The X-Files: I Want to Believe              | 誘拐犯#2                  |            |
| 2009 | ケース39 Case 39                                                     | エドワード・サリヴァン    |            |
| 2009 | バトルスター・ギャラクティカ THE PLAN Battlestar Galactica: The Plan | レオーベン・コノイ        | ビデオ映画 |
| 2013 | 天才スピヴェット The Young and Prodigious T.S. Spivet                | テカムセ・E・スピヴェット |            |
| 2015 | フィフティ・シェイズ・オブ・グレイ Fifty Shades of Grey              | レイ・スティール          | [ 22 ]     |
| 2015 | スイッチ・オフ Into the Forest                                       | ロバート                  |            |
| 2015 | ブルーに生まれついて Born to Be Blue                                 | ディック・ボック          |            |
| 2016 | ウォークラフト Warcraft                                              | モローズ                  |            |
| 2017 | 俺たち喧嘩スケーター2: 最後のあがき Goon: Last of the Enforcers      | ハイラム・ケイン          |            |
| 2017 | ジグソウ:ソウ・レガシー Jigsaw                                       | ハロラン                  |            |
| 2018 | フィフティ・シェイズ・フリード Fifty Shades Freed                    | レイ・スティール          |            |

### テレビシリーズ
| 年        | 題名                                                          | 役名                                            | 備考                      |
| --------- | ------------------------------------------------------------- | ----------------------------------------------- | ------------------------- |
| 1993-1995 | 暗黒の戦士 ハイランダー Highlander: The Series                | 異なる役で2エピソード                           |                           |
| 1994      | ロンサム・ダブ Lonesome Dove: The Series                      | ハリー・プライス                                | ミニシリーズ              |
| 1994-1995 | X-ファイル The X-Files                                        |                                                 | 異なる役で2エピソード     |
| 1995-1996 | マイライフ・アズ・ア・ドッグ My Life as a Dog                 | ジョニー・ヨハンソン                            | 22エピソード              |
| 1997      | ニキータ La Femme Nikita                                      | グレイ・ウェルマン                              | 2エピソード               |
| 1997-1999 | 騎馬警官 Due South                                            | スタンリー・レイモンド・コワルスキー            | 26エピソード              |
| 1999-2001 | ダ・ヴィンチの検視 Da Vinci's Inquest                         | ボブ・マーロウ                                  | 7エピソード               |
| 2003      | バトルスター ギャラクティカ Battlestar Galactica              | レオーベン・コノイ                              | ミニシリーズ、2エピソード |
| 2004      | スティーヴン・キングのキングダム・ホスピタル Kingdom Hospital | アール・キャンドルトン                          | 2エピソード               |
| 2004-2009 | バトルスター ギャラクティカ Battlestar Galactica              | レオーベン・コノイ                              | 20エピソード              |
| 2006      | Lの世界 The L Word                                            | ダニー・ウィルソン                              | 3エピソード               |
| 2007      | アウター・ゾーン Tin Man                                      | ゼロ                                            | ミニシリーズ              |
| 2008-2013 | カリフォルニケーション Californication                        | ルー・アシュビー                                | 14エピソード              |
| 2009      | ハーパーズ・アイランド 惨劇の島 Harper's Island               | ジョン・ウェイクフィールド                      | 4エピソード               |
| 2009-2010 | フラッシュフォワード Flashforward                             | ジェフ・スリンガーランド/モーリス・レイノー医師 | 2エピソード               |
| 2010      | 24 -TWENTY FOUR- 24                                           | ウラジミール・ライタナン                        | 3エピソード               |
| 2010-2011 | シャッタード -多重人格捜査官- Shattered                       | ベン・サリヴァン                                | 14エピソード              |
| 2011      | ALPHAS/アルファズ Alphas                                      | ドン・ウィルソン                                | 2エピソード               |
| 2011      | ルーキーブルー ～新米警官 奮闘記～ Rookie Blue                | ジェイミー・ブレナン                            | 3エピソード               |
| 2011      | CSI:マイアミ CSI: Miami                                       | ジャック・トラー                                | 2エピソード               |
| 2011-2012 | THE KILLING 〜闇に眠る美少女 The Killing                      | リック・フェルダー                              | 7エピソード               |
| 2012      | THE FIRM ザ・ファーム 法律事務所 The Firm                     | レイ・マクディーア                              | 22エピソード              |
| 2016      | 高い城の男 The Man in the High Castle                         | ゲイリー・コーネル                              | 10エピソード              |
| 2018      | ジェシカ・ジョーンズ Jessica Jones                            | カール・マルス                                  | 6エピソード               |
| 2018-2019 | インパルス Impulse                                            | ニコライ                                        | 18エピソード              |
| 2022      | アンブレラ・アカデミー The Umbrella Academy                   | レスター・ポケット / ハーラン                   | Netflixドラマ             |
| 2024      | スタートレック:ディスカバリー Star Trek: Discovery            | レイナー                                        | リカーリング              |

## 受賞歴
| 年   | 賞                               | 部門                           | 題                                  | 結果       |
| ---- | -------------------------------- | ------------------------------ | ----------------------------------- | ---------- |
| 1994 | ジニー賞                         | 助演男優賞                     | Double Happiness                    | ノミネート |
| 1997 | ジェミニ賞                       | 子供若年層向け作品演技賞       | My Life as a Dog                    | 受賞       |
| 1997 | ジェミニ賞                       | ドラマ部門ゲスト出演男優賞     | Side Effects                        | ノミネート |
| 1998 | ジェミニ賞                       | ドラマ・ミニシリーズ主演男優賞 | For Those Who Hunt the Wounded Down | ノミネート |
| 1999 | ジェミニ賞                       | 連続ドラマ主演男優賞           | Due South                           | ノミネート |
| 1999 | ジニー賞                         | 助演男優賞                     | Last Night                          | 受賞       |
| 2000 | カナディアン・コメディ・アワード | 映画部門男優賞                 | Last Night                          | ノミネート |
| 2001 | レオ賞                           | 長編ドラマ演技賞               | Suspicious River                    | 受賞       |
| 2003 | バンクーバー映画批評家サークル賞 | カナダ映画男優賞               | Flower & Garnet                     | 受賞       |
| 2003 | レオ賞                           | 長編ドラマ主演男優賞           | Flower & Garnet                     | 受賞       |
| 2004 | レオ賞                           | 長編ドラマ主演男優賞           | Falling Angels                      | ノミネート |
| 2004 | バンクーバー映画批評家サークル賞 | カナダ映画男優賞               | Falling Angels                      | ノミネート |
| 2007 | レオ賞                           | 長編ドラマ主演男優賞           | Unnatural & Accidental              | 受賞       |
| 2008 | レオ賞                           | 長編ドラマ主演男優賞           | Normal                              | ノミネート |
| 2009 | ジニー賞                         | 助演男優賞                     | Normal                              | 受賞       |
| 2011 | ジェミニ賞                       | 連続ドラマ主演男優賞           | Shattered                           | 受賞       |
| 2011 | レオ賞                           | ドラマ部門男優賞               | Shattered                           | 受賞       |
| 2011 | ジニー賞                         | 助演男優賞                     | Gunless                             | ノミネート |